# Sharkwater – Wenn Haie sterben
Sharkwater – Wenn Haie sterben (Originaltitel: Sharkwater) ist ein kanadischer Dokumentarfilm aus dem Jahr 2007 von Rob Stewart. Der Taucher, Unterwasserfotograf und Biologe wollte ursprünglich nur einen schönen Unterwasserfilm über Haie drehen, um alte Vorurteile gegenüber den Tieren zu widerlegen, stieß dann jedoch auf illegale Geschäfte und kriminelle Strukturen, die sogenanntes Shark-Finning betreiben und rückte dann auch die Menschen in den Fokus.

## Handlung
Der Film beginnt mit Ausschnitten aus dem Lehrfilm Shark Defense der US Air Force von 1964, vermischt mit Kindheitsaufnahmen von Rob Stewart. Haie existieren bereits seit rund 400 Millionen Jahren, also lange vor den Dinosauriern, sie zählen damit zu den ältesten Lebewesen der Erde, deren Oberfläche zu 2/3 mit Wasser bedeckt ist und auf der sich über 80 Prozent des Lebens im Wasser befindet.
Durch Medienberichte und insbesondere durch Spielfilme wie Der weiße Hai wurden Haie als Bestien und Menschenfresser  dargestellt und haben deshalb einen schlechten Ruf. Völlig zu Unrecht, wie Stewart erklärt, da Haie in Wirklichkeit Angst vor dem Menschen haben und nur extrem selten Menschen beißen. Pro Jahr würden nur 5 Menschen aus Unachtsamkeit von einem Hai getötet, zum Vergleich sterben pro Jahr 100 Menschen durch Elefanten, 2400 durch Hinrichtungen, 1,2 Millionen durch Verkehrsunfälle und 8 Millionen am Hungertod. Er wirft die Frage auf, warum wir uns vor Haien fürchten, statt vor Elefanten, wenn doch Elefanten jedes Jahr 20-mal mehr Menschen töten und warum mehr Menschen Elefanten retten wollen, wenn Haie gefährdeter sind. Zum Schutz von Haien existieren auch keine internationalen Abkommen.
Stewart reist für einen Fotoauftrag auf die zu Ecuador gehörenden Galápagos-Inseln im Pazifik und will dort eine der größten Populationen von Hammerhaien filmen. Nach dem Tauchgang stößt Stewart auf zwei Boote die mit Langleinen fischen, welche 90 km lang und mit 16.000 Ködern bestückt sind. An diesen starben rund 160 Haie, die wenigen noch überlebenden Tiere schnitt Stewart los.
Stewart sprach mit verschiedenen Naturschutzorganisationen, doch kaum jemand kümmerte sich aktiv um den Schutz der Haie. Dann traf er auf Paul Watson und dessen Organisation Sea Shepherd Conservation Society (SSCS). Die SSCS führt nicht bloße Proteste durch, sondern setzt sich dafür ein, die vorhandenen Gesetze und Bestimmungen aktiv in den Gewässern durchzusetzen. Watson erklärt, dass seine Organisation ein Vakuum bei der Durchsetzung von Schutzvorschriften füllt, da hierfür bislang keine internationale Behörde oder Organisation existiert, welche dieser Aufgabe nachgeht. Selbst die oberste internationale Behörde, die sich mit Fischerei beschäftigt, die UN-Ernährungs- und Landwirtschaftsorganisation (FAO), hat keinerlei Befugnis, in internationalen Gewässern Fangquoten durchzusetzen.
Die SSCS startet eine Kampagne gegen Wilddiebe in zwei der letzten Meeresschutzgebiete für Haie, auf den Galápagos-Inseln (Ecuador) und der Kokos-Insel (Costa Rica), welche weltweit die größte Hai-Population besitzen. Der Präsident von Costa Rica bittet die SSCS um Hilfe, da die Behörden seines Landes weder die Erfahrung, noch die Mittel haben, gegen die illegale Tötung von Haien vorzugehen. Stewart schließt sich der Kampagne von Watson an und geht in Los Angeles an Bord des SSCS-Schiffes Ocean Warrior. Nach 12 Tagen treffen sie vor Guatemala auf das costa-ricanische Boot Varadero, auf dem Wilderer illegal Langleinen-Fischerei betreiben. Als man über Funk die Behörden in Guatemala darüber informiert, wird die SSCS darum gebeten, das Boot in den Hafen zu eskortieren, wo die Besatzung der Varadero festgenommen werden soll. Als die Besatzung dazu aufgefordert wird, das Töten der Haie einzustellen, macht diese jedoch weiter.
Der Grund für das illegale Töten der Haie ist immer Profitsucht und es geht dabei nicht um das Haifleisch, da lediglich die Flosse abgeschnitten und der sterbende Hai wieder ins Meer geworfen wird. Die Nachfrage nach den Flossen kommt aus Asien, wo die Haifischflossensuppe als Wohlstands- und Statussymbol gilt und Preise bis zu 90 US-Dollar für einen Suppenteller erzielt werden. Kostet das Pfund Haiflosse bei den Fischern vor Ort noch etwa 0,80 US-Dollar, verlangt man in Asien bis zu 200 US-Dollar dafür. Den größten Gewinn machen somit Mittelsmänner und Wiederverkäufer und nicht die Fischer. Die Flosse an sich ist geschmacklos und nur Beiwerk einer durch Hühner- oder Schweinebrühe gewürzten Suppe. Da Haie zudem an der Spitze der Nahrungskette stehen, haben sich in ihrem Körper hohe Konzentrationen an Quecksilber und anderen Schwermetallen angesammelt.
Die Wilderer der Varadero haben in der Zwischenzeit weiterhin Haie getötet und weigern sich mitzukommen. Als das Boot flüchten will, versucht man mithilfe eines Wasserwerfers die Maschinen des Bootes lahmzulegen. Nachdem die Ocean Warrior an der Seite der Varadero entlang geschrammt ist, stimmt deren Besatzung schließlich zu, freiwillig mitzukommen und lässt sich in Richtung Guatemala abschleppen.
Auf dem Weg dorthin hat jedoch die Haifischmafia ihre Beziehungen spielen lassen und so wurde ein Kanonenboot losgeschickt, das nun die Besatzung der Ocean Warrior festnehmen soll. So muss man das Boot der Wilderer wieder freilassen und macht sich nach Costa Rica auf. Bei der Ankunft in Puntarenas müssen sie erkennen, dass selbst eine offizielle Einladung des Präsidenten sie nicht vor der mächtigen Haifischmafia schützen kann. Die hatte dafür gesorgt, dass nun statt der Wilderer (die gegen guatemaltekisches, costa-ricanisches und internationales Recht verstoßen haben), der Kapitän der Ocean Warrior Paul Watson angeklagt werden soll. Die Besatzung wird unter Hausarrest gestellt und Watson muss sich mit den costa-ricanischen Behörden auseinandersetzen, die laut einem Einheimischen von der taiwanesischen Mafia bestochen wird, welche das illegale Haiflossengeschäft in Costa Rica betreibt.
Stewart geht mit versteckter Kamera Hinweisen nach und entdeckt tatsächlich zehntausende von Haiflossen, die in der Stadt zum Trocknen auf Dächern liegen, sowie eine komplette Straße voller Firmen, die Haiflossen verarbeiten und verpacken – obwohl das Shark-Finning in Costa Rica offiziell verboten ist. Die Haiflossen-Industrie arbeitet von den Behörden offenbar unbehelligt. Nun müssen sie erkennen, dass sie in Costa Rica kein faires Verfahren erwarten können und ihr Leben von Seiten der Haifischmafia bedroht wird.
Zurück auf dem Boot erfahren sie, dass man nun versucht, weitere Ermittlungen zu verhindern, indem man sie auf unbestimmte Zeit einsperren will. Es gelingt ihnen rechtzeitig vor der Küstenwache in internationale Gewässer zu fliehen, die mit Maschinengewehren hinter ihnen her war.
In Santa Cruz treffen sie sich mit den Verantwortlichen des Nationalparks der Galápagos-Inseln, von denen sie eingeladen wurden, um das Schutzgebiet vor illegalen Fischern zu schützen. Obwohl die Galápagos ein Meeresschutzgebiet sind, ist den einheimischen Bewohnern Fischen für den Eigenbedarf erlaubt. Die Fischer nutzten dies allerdings aus und verkaufen ihren Fang im großen Stil nach Übersee. So wurden Fangquoten eingeführt, worauf die Fischer mit Drohungen, Zerstörung der Gebäude des Nationalparks und Geiselnahmen reagierten. Daraufhin gab die Regierung nach und erhöhte die Fangquoten. Nachdem durch Überfischung vor Ort Seegurken mittlerweile nahezu ausgerottet wurden, macht die Bevölkerung Druck zur Legalisierung der Langleinen-Fischerei.
Stewart hat plötzlich heftige Schmerzen im Bein. Im Krankenhaus wird eine Blutvergiftung diagnostiziert, er habe Staphylokokken-Bakterien im Bein, die über einen kleinen Schnitt am Fuß in seinen Körper gelangt sind. Unterdessen haben die Galápagos-Inseln dem Druck der Lobbyisten nachgegeben und das Langleinen-Fischen legalisiert. Um mehr Gewinn zu machen, hat man sich auf den Haifang spezialisiert. Somit sind nach Costa Rica auch die Galápagos-Inseln in der Hand der Haiflossen-Industrie.
Paul Watson und die SSCS starten inzwischen eine Kampagne gegen den illegalen Walfang in der Antarktis. Watson meint, dass Regierungen von sich aus nicht fähig sind, Probleme zu lösen oder Änderungen herbeizuführen. Wie bei Mahatma Gandhi oder Nelson Mandela gingen große soziale Änderungen von besonders engagierten Einzelpersonen und kleinen Bürgerrechtsgruppen aus. Genauso setzt er bei der Lösung der ökologischen Probleme nicht auf Regierungen, sondern auf aktive Einzelpersonen und Nichtregierungsorganisationen.
Stewart erholt sich von der Blutvergiftung und reist heimlich wieder nach Costa Rica ein. Dort trifft er auf eine Demonstration der Einheimischen für die Haie, da ihr Fall auf die Haimafia im Land aufmerksam gemacht hatte. Stewart kann nun unentdeckt zu den Kokos-Inseln weiterreisen und sich für die Rettung der Haie einsetzen, die auch für das Ökosystem der Erde und das Überleben der Menschheit wichtig sind: Haie halten die ungehinderte Vermehrung von Tieren unter Kontrolle, die Phytoplankton fressen. Phytoplankton wiederum ist der größte Speicher des Treibhausgases Kohlendioxid und produziert rund 70 Prozent des Sauerstoffs auf der Erde.

## Hintergrund
- Die deutsche Erstaufführung fand am 14. Februar 2008 während der Berlinale 2008 (außerhalb des Wettbewerbs) statt. Kinostart in Deutschland war am 10. April 2008, am 24. Oktober 2008 wurde der Film auf DVD veröffentlicht.
- Im Film wird eine bekannte Szene aus Der weiße Hai gezeigt, in welcher Susan Backlinie das erste Opfer des Hais im Film darstellte.

## Kritiken
„Sharkwater ist ein Imagefilm für die am meisten gefürchtete Spezies der Welt. […] Stewart reißt die Zuschauer mit derart grandiosen, packenden und anrührenden Bildern mit in die Tiefe, dass jeder menschliche Betrachter am Ende davon träumt, Teil der Hai-Society zu sein.“

„Rob Stewart erlebte die Praktiken der Hai-Jäger erstmals im April 2002. […] Bis 2007 drehte er in 15 Ländern über 400 Stunden Material, um zu zeigen, wie Haipopulationen weltweit zu Grunde gerichtet werden – und welch gewaltige Industrie sich hinter den Machenschaften der Haimafia verbirgt.“

„Nicht nur für Taucher sehr spannend – nein vielmehr verwöhnt Sharkwater sein Publikum mit atemberaubenden Unterwasseraufnahmen und einer mitreißenden Dynamik. […] Eine sehenswerte, äußerst wertvolle Dokumentation über den Ozean, dem Lebenserhaltungssystem der Erde, und über die Haie. - Prädikat wertvoll.“

„Der Film entlarvt ein Netz von Kriminalität und gnadenloser Naturzerstörung. Allein in den letzten 50 Jahren ist die Haipopulation weltweit um 90 Prozent geschrumpft. Sharkwater" dokumentiert natürliche Schönheit und menschengemachte Grausamkeit sowie das Engagement Einzelner gegen die Profitsucht internationaler Mafiastrukturen. Und er zeigt, wie der Einsatz weniger doch etwas bewegt: In Costa Rica immerhin gingen die Leute nach Berichten über die ‚Ocean Warrior‘ gegen die organisierte Tötung der Haie auf die Straße.“

## Auszeichnungen
- Canada’s Top Ten: Toronto International Film Festival
- People’s Choice: Atlantic International Film Festival
- People’s Choice: Fort Lauderdale International Film Festival
- Best Documentary: Fort Lauderdale International Film Festiva
- Spirit of Independents Award: Fort Lauderdale International Film Festival
- Special Jury Award: Hawaii International Film Festival
- Best Musical Composition: France World Festival of Underwater Pictures
- Prix Planete Thalassa: France World Festival of Underwater Pictures
- Best of the Festival Palm Springs: International Film Festival
- Best International Doc: Beverly Hills Hi-Def Festival
- Best HD Feature: AFI Dallas International Film Festival
- Audience Choice Award for Best Feature: Gen Art Film Festival
- Grand Jury Award for Best Feature: Gen Art Film Festival
- Peter Benchley Shark Conservation Award: Shark Research Institute
- Special Jury Award: 15 Short Film Festival – Charlotte, NC
- Must-See Award (Category: Wake-Up Films): Mountainfilm in Telluride
- Hero of Conservation – Water Category: Conservation for the Oceans Foundation
- Top Ten Films: Cambridge Film Festival
- Jameson Audience Award: for Best International Documentary Encounters South African Int’l Doc. Festival
- Best Documentary: Film – Nominee Critics Choice Awards
- Animal Action Award: International Fund for Animal Welfare
- Best Documentary: Directors Guild of Canada
- Best Of The Festival: Santa Barbara Ocean Film Festival
- Best Sound: Nominee Golden Reel Awards
- Best Documentary: Nominee Genie Awards
- Best Environmental: Film of 2008 National Ocean Film Festival Alliance
- Best Feature Documentary: Genesis Awards
- Audience Award: Durban Int'l Film Festival, S.A.
- Activism through Adventure: Adventure Film Festival 2008 Boulder, CO
- Theatrical Award – Nominated Wildscreen Festival 2008: Panda Award
- Youth Documentary Award: Bergen International Film Festival